# Asios de Samos
Asios de Samos (en grec ancien : Ἄσιος ὁ Σάμιος / Ásios ho Sámios ; en latin : Asius Samius, d'où la forme française latinisée Asius de Samos) est un poète grec du VIIe ou VIe siècle av. J.-C..

## Biographie
Très peu d'informations subsistent sur la vie d'Asios. Dans sa Description de la Grèce, rédigée au IIe siècle apr. J.-C., le géographe Pausanias le décrit simplement comme un poète de Samos, fils d'un certain Amphiptolème (Ἀμφιπτόλεμος / Amphiptólemos) ; le fait que ce nom soit construit sur la forme poétique πτόλεμος / ptólemos et non sur la forme courante πόλεμος / pólemos (impossible à insérer dans un vers dactylique) laisse à penser qu'il pourrait être tiré d'un authentique fragment de vers faisant possiblement office de signature.
Sa datation est également incertaine : aucun auteur ancien ne précise son époque d'activité, les seules informations à ce sujet étant données par Athénée qui lui donne le qualificatif d'« ancien » (κατὰ τὸν Σάμιον ποιητὴν Ἄσιον τὸν παλαιὸν ἐκεῖνον / katà tòn Sámion poiêtền Ásion tòn palaiòn ekeînon,, « selon l'expression d'Asios, cet ancien poète de Samos »), et par Pausanias et Apollodore qui le mentionnent avec les poètes archaïques Eumèle, Hésiode, Cinéthon et l'auteur des Vers naupactiens. Ces indications ont été diversement interprétées, avec des hypothèses le plaçant entre les VIIe et IVe siècles av. J.-C. ; en 1898, le philologue classique Luigi Alessandro Michelangeli (it), reconsidérant l'épithète d'« ancien » apparaissant dans la description d'Athénée et certaines différences de thème, de diction et de style entre les fragments attribués au Samien, avance même qu'il existerait deux poètes distincts du nom d'Asios, un premier ayant vécu au VIIe siècle av. J.-C. et second actif au Ve ou au IVe siècles av. J.-C.. Cette hypothèse est aujourd'hui écartée, notamment en raison de l'usage régulier chez Athénée du qualificatif d'« ancien » pour les personnages appartenant à une époque reculée par rapport à la sienne, et non pour distinguer un premier auteur d'un homonyme plus récent, ainsi que de la variété des poèmes d'Asios qui suffit à expliquer les disparités observées entre ses fragments.
Un floruit au VIe siècle av. J.-C. est à présent considéré comme probable. En effet, Pausanias déclare avoir consulté, pour connaître l'identité des fils de Polycaon de Messénie, le Catalogue des femmes, les Vers naupactiens et les œuvres généalogiques de Cinéthon et d'Asios, ce qui semble montrer que le géographe les rattache à la même période ; or le Catalogue des femmes est daté du VIe siècle av. J.-C. Par ailleurs, les fragments généalogiques d'Asios semblent promouvoir un point de vue favorable à la cité de Sicyone, dont l'apogée se situe au VIe siècle av. J.-C. sous le règne du tyran Clisthène, et défavorable à sa rivale Argos, en guerre avec Sicyone à cette date. Ces considérations semblent converger vers une datation de la période d'activité d'Asios dans la première moitié du VIe siècle av. J.-C..